# Bruno Paulo
Bruno Paulo Machado Barbosa (* 14. Februar 1990 in Rio de Janeiro), auch einfach nur Bruno Paulo genannt, ist ein brasilianischer Fußballspieler.

## Karriere
Bruno Paulo startete als 10-jähriger seine Laufbahn im Nachwuchsbereich von CR Flamengo. Zunächst begann er mit Futsal, kam aber zwei Jahre später zum Fußball. Obwohl noch dem Jugendkader angehörend, spielte er bei Flamengo ab der Saison 2009 zeitweise im Profikader mit. Im Zuge des Gewinns des fünften Meistertitels trat er in der Série A 2009 in vier Spielen an (kein Tor). Sein Debüt gab er als Einwechselspieler in der Série A am 22. Juli 2009, dem 13. Spieltag der Saison, zuhause gegen Grêmio Barueri. Mitte August wurde er von Flamengo suspendiert. Er hatte zu dem Zeitpunkt drei von vier möglichen Spielen bestritten und sollte seinen bis Februar 2010 laufenden Vertrag verlängern. Nachdem es um diesen Vertrag zu Unstimmigkeiten gekommen war, sollte Paulo in den Nachwuchs zurück versetzt werden, was der Spieler ablehnte und woraufhin es zur Suspendierung kam.
Im Anschluss wurde Paulo von der Traffic Group unter Vertrag genommen und an dessen Desportivo Brasil gegeben. Von hier lieh ihn SE Palmeiras bis 2014 aus. Bei dem Klub kam er nur Anfang Mai zu einem Einsatz am zweiten Spieltag der Meisterschaft 2010. Bereits im Juni verließ er Palmeiras wieder und wechselte als Leihgabe zum Ligakonkurrenten CR Vasco da Gama. Nach Abschluss der Saison ging die Reise Paulos weiter, seine nächste Station, weiterhin als Leihe, wurde 2011 der EC Bahia und 2012 Atletico Paranaense.
Nach dem Auslaufen seines Vertrages mit der Traffic Group wechselte Paulo Anfang 2013 zum EC Santo André. Nach Austragung der Staatsmeisterschaft wurde er an den EC Lajeadense abgegeben. Mit diesem trat in der Série D an. Anfang Dezember verlängerte er seinen Vertrag mit dem Klub. Im April 2014 ging Paulo als Leihe zu Red Bull Brasil und Anfang Juni zu Guaratinguetá Futebol.
Nach einer Zwischenstation bei Grêmio Osasco Audax unterzeichnete er im Mai 2016 einen Dreijahresvertrag beim SC Corinthians. Nachdem Paulo in der 2016 zu keinen Einsätzen gekommen war, wurde er für 2017 an den Santa Cruz FC ausgeliehen. Auch danach spielte er in den Kaderplanungen von Corinthians keine Rolle mehr und wurde 2018 an den Clube de Regatas Brasil und 2019 an Grêmio Esportivo Brasil ausgeliehen. Im August 2019 endete Paulos dortiger Vertrag und er ging nach Kuwait, wo er beim Kazma SC unterschrieb. Hier stand er bis August 2020 unter Vertrag. Den Rest des Jahres spielte er in Brasilien beim Guarani FC in Campinas. Im Januar zog es ihn nach Thailand. Hier unterzeichnete er einen Vertrag beim Rayong FC. Der Klub aus Rayong spielt in der ersten Liga des Landes, der Thai League. Am Ende der Saison 2020/21 musste er mit Rayong als Tabellenletzter in die zweite Liga absteigen. Im Anschluss kehrte er in seine Heimat zurück. Hier unterzeichnete Ende Juni beim Paysandu SC. Mit nur vier Einsätzen wurde der Vertrag Anfang September im gegenseitigen Einvernehmen wieder beendet. Ende November gab der Grêmio Esportivo Brasil bekannt, Bruno Paulo für die Saison 2022 verpflichtet zu haben.
Zur Saison 2023 wechselte Bruno Paulo in den Irak zum Al-Najaf SC. Spätestens zu Saisonbeginn 2024 kehrte er in seine Heimat zurück und spielt dort seitdem in unterklassige Klubs.

## Erfolge
Flamengo
- Campeonato Brasileiro de Futebol: 2009